# Jean-Marie Élise
Pour les articles homonymes, voir Élise.
Jean-Marie Élise (né le 2 février 1939 à Lens dans le Pas-de-Calais) est un footballeur français, qui évoluait au poste de défenseur.

## Biographie
Il a joué au Racing Club de Lens et à l'AS Troyes.
En 1958, il remporte avec les juniors lensois la Coupe Gambardella face à l'AS Saint-Étienne (3-1). Au total, il a disputé 25 matchs en Division 1 et 18 matchs en Division 2.

## Palmarès
- Vainqueur de la Coupe Charles Drago 1959 avec le RC Lens
- Vainqueur de la Coupe Gambardella en 1958 avec le RC Lens.